# Mazimero (periodiskt vattendrag i Mwaro)
Mazimero är ett periodiskt vattendrag i Burundi.   Det ligger i provinsen Mwaro, i den centrala delen av landet, 30 kilometer öster om huvudstaden Bujumbura.
Omgivningarna runt Mazimero är en mosaik av jordbruksmark och naturlig växtlighet. Runt Mazimero är det ganska tätbefolkat, med 155 invånare per kvadratkilometer.